# Правич (річка)
Правич — струмок (потік) в Україні, у Долинському районі Івано-Франківської області, права притока Свічі (басейн Дністра).

## Опис
Довжина приблизно 8 км. Формується з багатьох безіменних струмків.

## Розташування
Бере початок біля гірської вершини Яйко-Ілемське. Тече переважно на північний захід і на південному сході від села Мислівки впадає у річку Свічу, праву притоку Дністра.